# خورخه فریو
خورخه فریو (اسپانیایی: Jorge Ferrío‎؛ زادهٔ ۲۴ اوت ۱۹۷۶) دوچرخه‌سوار اهل اسپانیا است.